# Суковате
Суковате (пол. Sukowate) — зникле лемківське село в Польщі, у гміні Загір'я Сяноцького повіту Підкарпатського воєводства.

## Розташування
Село знаходилось в долині над потоком Кальничка — правої притоки річки Ослава.

## Назва
У 1977—1981 роках під час кампанії з ліквідації українських назв село мало назву Сенкувка (пол. Sękówka).

## Історія
У 1826 році була збудована дерев'яна греко-католицька церква святого Арх. Михаїла.
У 1880 році в селі було 47 будинків і 324 жителі (українці-греко-католики), корчма, млин.
У XIX столітті панські маєтності були у власності Едмунда Красіцького.
Від листопада 1918 до січня 1919 року входило до Команчанської республіки.
У 1936 році в селі мешкало 476 греко-католиків.
На 1 січня 1939 року в селі було переважно лемківське населення: з 260 мешканців села — 245 українців, 10 поляків і 5 євреїв. Село входило до складу ґміни Лукове Ліського повіту Львівського воєводства.
До виселення лемків у 1945 році в СРСР та депортації в 1947 році в межах операції «Вісла» у селі була греко-католицька церква, яка належала до парафії Кальниця Балигородського деканату Перемиської єпархії..